# Столкновение чемпионов 2022
Столкновение чемпионов 2022 (англ. 2022 Champions showdown) — турнир по шахматам Фишера.

## Описание
Проходил с 14 по 16 сентября 2022 в шахматном клубе Сент-Луиса. В первый день турнира лидировал вице-чемпион мира 2021 года по классическим шахматам Я. А. Непомнящий. По итогам закончился победой вице-чемпиона мира по шахматам 2018 года по классическим шахматам Ф. Л. Каруаны, после победы над А. Фирузджей в армагеддоне во время их рапид-матча плей-офф. Турнир отметился разгромным поражением оказавшегося на последнем месте XIII чемпиона мира по классическим шахматам Г. К. Каспарова, которому за весь турнир удалось сделать лишь одну ничью, и проиграть все остальные. При этом на прошлом турнире последний оказался в середине турнирной таблицы.